# بیبی‌گرل
دختربچه (به انگلیسی: Babygirl) یک فیلم اروتیکِ دلهره‌آور آمریکایی محصول سال ۲۰۲۴ به نویسندگی، کارگردانی و تهیه‌کنندگی مشترک هالینا رین است. نیکول کیدمن، هریس دیکینسون، سوفی وایلد و آنتونیو باندراس از بازیگران این فیلم هستند. کیدمن نقش مدیرعامل توانمندی را بازی می‌کند که با یک کارآموز بسیار جوان‌تر (دیکینسون) وارد رابطه عاشقانه می‌شود و شغل و خانواده‌اش به خطر می‌افتد.
این فیلم نخستین بار در ۳۰ اوت ۲۰۲۴ در هشتاد و یکمین جشنواره بین‌المللی فیلم ونیز به نمایش درآمد، و کیدمن درآن‌جا برنده جام ولپی بهترین بازیگر زن شد. نخستین نمایش آن در آمریکای شمالی در چهل و نهمین جشنواره بین‌المللی فیلم تورنتو در ۱۰ سپتامبر ۲۰۲۴ دنبال شد و اکران آن در سینماهای ایالات متحده توسط ای۲۴ برای ۲۵ دسامبر ۲۰۲۴ برنامه‌ریزی شد. این فیلم از سوی هیئت ملی بازبینی یکی از ۱۰ فیلم برتر ۲۰۲۴ نام گرفت و همچنین کیدمن جایزهٔ بهترین بازیگر زن این هیئت شد.

## زمینه داستانی
این اثر سینمایی پیچیدگی‌های پویایی قدرت و تمایلات جنسی را در یک محیط حرفه ای کاری بررسی می‌کند. داستان حول محور یک مدیر ارشد اجرایی (با بازی نیکول کیدمن) می‌چرخد که با یک کارآموز جذاب (با بازی هریس دیکینسون) که بسیار جوان‌تر است، رابطه‌ای عاشقانه و ممنوعه را آغاز می‌کند.

## بازیگران
- نیکول کیدمن
- هریس دیکینسون
- آنتونیو باندراس
- سوفی وایلد

## تولید
در نوامبر ۲۰۲۳، اعلام شد که نیکول کیدمن، هریس دیکینسون، آنتونیو باندراس، سوفی وایلد و ژان رنو به بازیگران فیلم ملحق شده‌اند و هالینا رین کارگردانی و تهیه‌کنندگی را بر اساس فیلمنامه‌ای که خودش نوشته بود، بر عهده دارد.
تصویربرداری اصلی در دسامبر ۲۰۲۳ در شهر نیویورک آغاز شد.

## انتشار

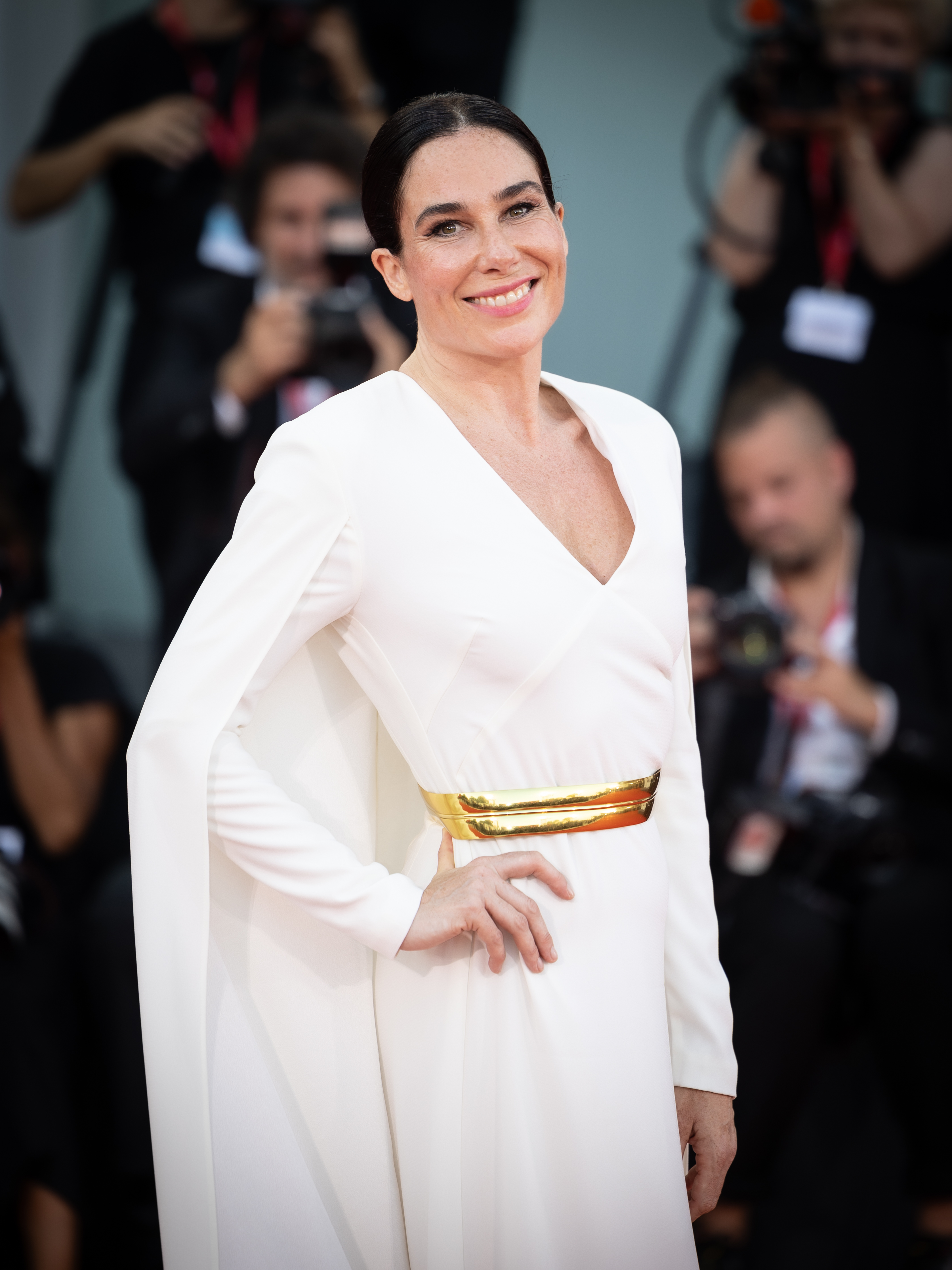
هالینا رین در جریان معرفی فیلم در جشنواره بین‌المللی فیلم ونیز

نمایش افتتاحیه بیبی‌گرل در هشتاد و یکمین جشنواره بین‌المللی فیلم ونیز در ۳۰ اوت ۲۰۲۴ برگزار شد. پس از آن، همچنین در چهل و نهمین جشنواره بین‌المللی فیلم تورنتو در ۱۰ سپتامبر ۲۰۲۴ به نمایش درآمد. این فیلم ابتدا برای اکران در ایالات متحده و کانادا در ۲۰ دسامبر ۲۰۲۴ برنامه‌ریزی شده بود، اما تاریخ اکران به ۲۵ دسامبر ۲۰۲۴ موکول شد.

## بازخورد

### واکنش انتقادی
در وبگاه جمع‌آوری نقد راتن تومیتوز، ٪۷۷ از ۱۶۲ بررسی منتقدان مثبت است و میانگینِ امتیاز آن ۷٫۰/۱۰ است. این فیلم در متاکریتیک که از میانگین وزنی استفاده می‌کند، بر اساس نظر ۴۸ منتقدین امتیاز ۸۱ از ۱۰۰ را کسب کرده که نشان‌گر «تحسین همگانی» است.